# Погонеле
Погонеле (рум. Pogonele) — село у повіті Бузеу в Румунії. Входить до складу комуни Цинтешть.
Село розташоване на відстані 94 км на північний схід від Бухареста, 7 км на південний схід від Бузеу, 98 км на захід від Галаца, 116 км на південний схід від Брашова.

## Населення
За даними перепису населення 2002 року у селі проживали 1567 осіб. Рідною мовою 1566 осіб (99,9%) назвали румунську.
Національний склад населення села:
| Національність | Кількість осіб | Відсоток |
| -------------- | -------------- | -------- |
| румуни         | 1498           | 95,6%    |
| цигани         | 69             | 4,4%     |